# جين المتأخرة (1616-1636)
كانت جين المتأخرة (1616-1636) خانيةً أسرية في منشوريا يحكمها نورهس وهونغ تاي تشي من عشيرة آيشن جيورو من شعب الجورشن. أسسها عام 1616 جيان تشو جورشن المدعو نورهس عقب إعادة توحيده لقبائل الجورشن، واشتق اسمها من أسرة جين الحاكمة السابقة للجورشن والتي حكمت شمال الصين في القرنين الثاني عشر والثالث عشر قبل سقوطها أمام الإمبراطورية المغولية (أسرة يوان الصينية). في عام 1635، خضعت اليوان الشمالية المتأخرة تحت حكم إيجي خان رسميًا لسلطة الجين المتأخرة. في العام التالي، أعاد هونغ تاي تشي تسمية المملكة رسميًا إلى «تشينغ الكبرى»، معلنًا بداية أسرة تشينغ. عقب ذلك اجتاح تشينغ أسرة شون التابعة للي زي تشينغ والعديد من أراضي وأملاك مينغ الجنوبية، وواصل ليحكم إمبراطورية تضم الصين بالخاصة والتبت ومنشوريا ومنغوليا وسنجان وتايوان حتى عام 1911 وقيام ثورة شينهاي التي أسست جمهورية الصين.

## الاسم
يناقش المؤرخون ما إذا كان الاسم الصيني الرسمي للدولة «جين» (金, Jīn)، أو «جين المتأخرة» (後金, Hòu Jīn)، أو كليهما. يدل الاسمان على أنها استمرار أو خلف لولاية جورشن جين التي أنشأتها عشيرة وان يوان في عام 1115. كان شكل الاسم بلغة المانشو ᠠᡳ᠌ᠰᡳᠨ ᡤᡠᡵᡠᠨ (آيسين غورون)، ويعني ببساطة «الدولة الذهبية».

## لمحة تاريخية
صعود جيان تشو جورشن
عاش شعب الجورشن تقليديًا في منشوريا، ثم انقسموا إلى ثلاث قبائل، كان أقواها خلال حكم أسرة مينغ يدعى جيان تشو جورشن، التي عاشت حول جبال تشانغ باي. من أجل مهاجمة وقمع أسرة يوان الشمالية، أرسل الإمبراطور هونغوو لجانًا عسكرية للسيطرة على قبائل الجورشن في منشوريا. قسمت حكومة مينغ جيان تشو جورشن إلى ثلاثة وي (تقسيم عسكري خلال حكم أسرة مينغ)، وعُرفت باسم «وي جيان تشو الثلاثة». اختُير قادة قبائل جورشن عادةً كقادة للوي.
كانت قبيلة جورشن البربرية الشمالية قوية آنذاك، وهاجمت جيان تشو جورشن. قُتل مينغ تيمو قائد وي جيان تشو. أُجبِرت قبيلة جيان تشو جورشن على التحرك جنوبًا، واستقرت أخيرًا في هيتو آلا.